# De vogelbruiloft
De vogelbruiloft is de  meest gebruikte titel van de Nederlandse versie van het Duitse volksliedje Die Vogelhochzeit. Daarin vieren twee vogels, met vaak een lijster en een spreeuw als bruidegom en bruid, hun bruiloft. In iedere strofe komt een andere vogel voor, die een aandeel heeft in de viering van de bruiloft, en, in sommige versies, het begeleiden van de daarop volgende huwelijksnacht. De korte strofes hebben slechts twee, op elkaar rijmende, regels.

## Geschiedenis

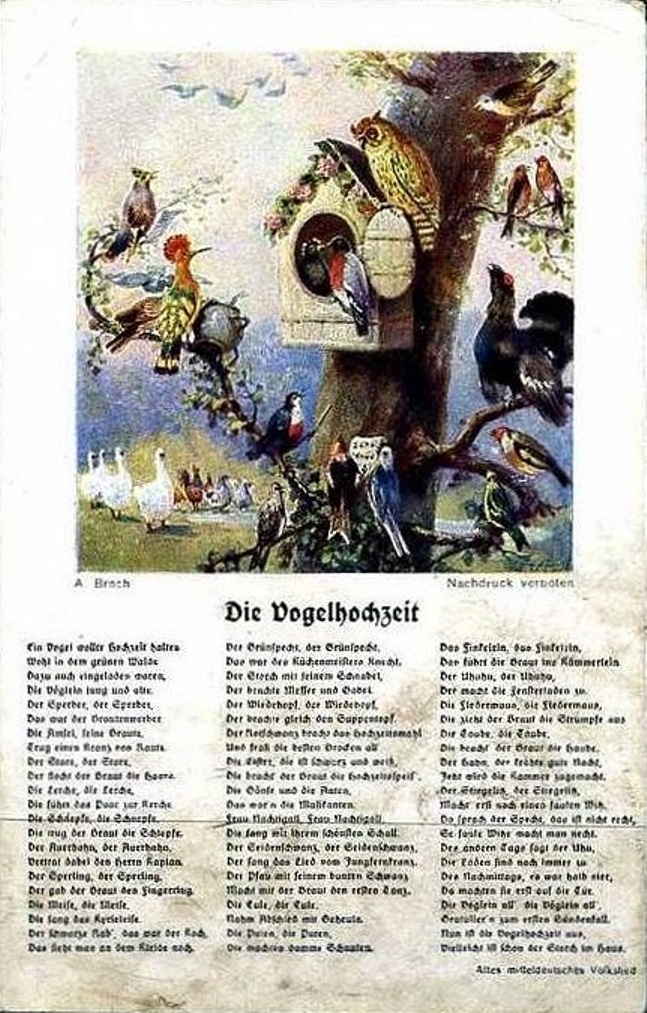
geïllustreerde briefkaart door Alois Broch, begin 20e eeuw, met een Duitse versie van de liedtekst

Die Vogelhochzeit, het Duitse origineel, is één van de oudste en bekendste Duitstalige volksliedjes. Reeds in het Wienhauser Liedboek (plm. 1470) komt een Nederduitse versie voor. Ook een liedblad van omstreeks 1530 uit Neurenberg bevat deze tekst.
De hierboven weergegeven melodie is in de eerste helft van de 19e eeuw voor het eerst opgetekend in Silezië, en is zowel in Nederland als Duitsland de meest gebruikelijke.
In de periode tussen plm. 1900 en 1930 zijn door de Jeugdbeweging in Nederland veel volks- en marsliedjes  van de Duitse  Wandervogel overgenomen; De vogelbruiloft behoort waarschijnlijk ook hiertoe.

## Varianten
Interessant vergelijkingsmateriaal is een zeker al in de 17e eeuw bekend volksliedje in de uitgestorven Slavische taal Polabisch, dat in 1705 is opgetekend door de Duitse dominee en taalonderzoeker Christian Hennig von Jessen. Dit liedje heeft ongeveer dezelfde inhoud, en ging volgens Erk en Böhme,  de samenstellers van de gezaghebbende uitgave Deutscher Liederhort (1893) wellicht op dezelfde mondelinge overlevering terug als Die Vogelhochzeit.
Het liedje leent zich goed voor het creëren van allerlei varianten. Het is wel voorgekomen, dat bij wijze van gezelschapsspel na de eerste 4 of 5 coupletten iedereen in een vrolijk gezelschap voor de vuist weg een strofe moest bedenken en zingen, waarop het hele gezelschap het refrein in koor zong; daarna was het aan de volgende persoon, om een couplet te improviseren. Als iedereen in het gezelschap aan de beurt geweest was, zong men in koor het laatste couplet plus het refrein.  Afhankelijk van de aard van het gezelschap, konden zo tamelijk burleske, zelfs schunnige versies van dit lied ontstaan. 
Een in de eerste helft van de 20e eeuw in Nederland veel gezongen parodie op de Vogelbruiloft is de Haaienbruiloft, die eindigt, doordat de haai bijna alle bruiloftsgasten opeet. Daarnaast zijn in kringen van studenten en andere jongeren nog min of meer schunnige varianten op de Vogelbruiloft in zwang geweest.

## Folklore
Jaarlijks op 25 januari vieren de Sorben in de Lausitz een op de Vogelbruiloft gebaseerd kinder- en volksfeest. Daarbij krijgen de kinderen lekkernijen, zoals zoete broodjes, in de vorm van vogels. Ook zijn er bruiloftsoptochten. In Duitstalige, verduitste kringen zijn de bruid en bruidegom als spreeuw en lijster (Amsel und Drossel) verkleed, en wordt het Duitse liedje van de Vogelbruiloft gezongen. In Sorbischtalige, niet verduitste kringen zijn de bruid en bruidegom een raaf en een ekster.